# 温州站
温州站位于中国浙江省温州市鹿城区温州大道上，浙江省金温地方铁路公司管辖。经过铁路有金温货线，日均办理旅客列车约38列。
1998年6月开站以来，旅客列车开行对数由刚开始的4对增加到目前的13对，最高时日开行旅客列车达23对。2019冠状病毒疫情期间，温州站于2020年2月1日至29日停止办理客运业务，3月1日起陆续恢复。

## 车站结构
温州站站房于1998年投入使用，由浙江省城建建筑设计所设计，建筑面积29617平方米。设有行车、客运、行包、售票、行政5个作业区。其中行包房面积650平方米，售票厅400平方米；高架候车室横跨站场，面积3800平方米，分为4个小厅，可容纳2400人:341。
车站站场共有9条股道，其中包括7条到发线；3座岛式站台和1座侧式站台，每个站台座高0.5米、长500米的旅客站台，并覆盖有长436米的雨棚。站房和站场另设有1座旅客出站地道，长107.18米、宽8米、高3.5米。

## 旅客列车目的地

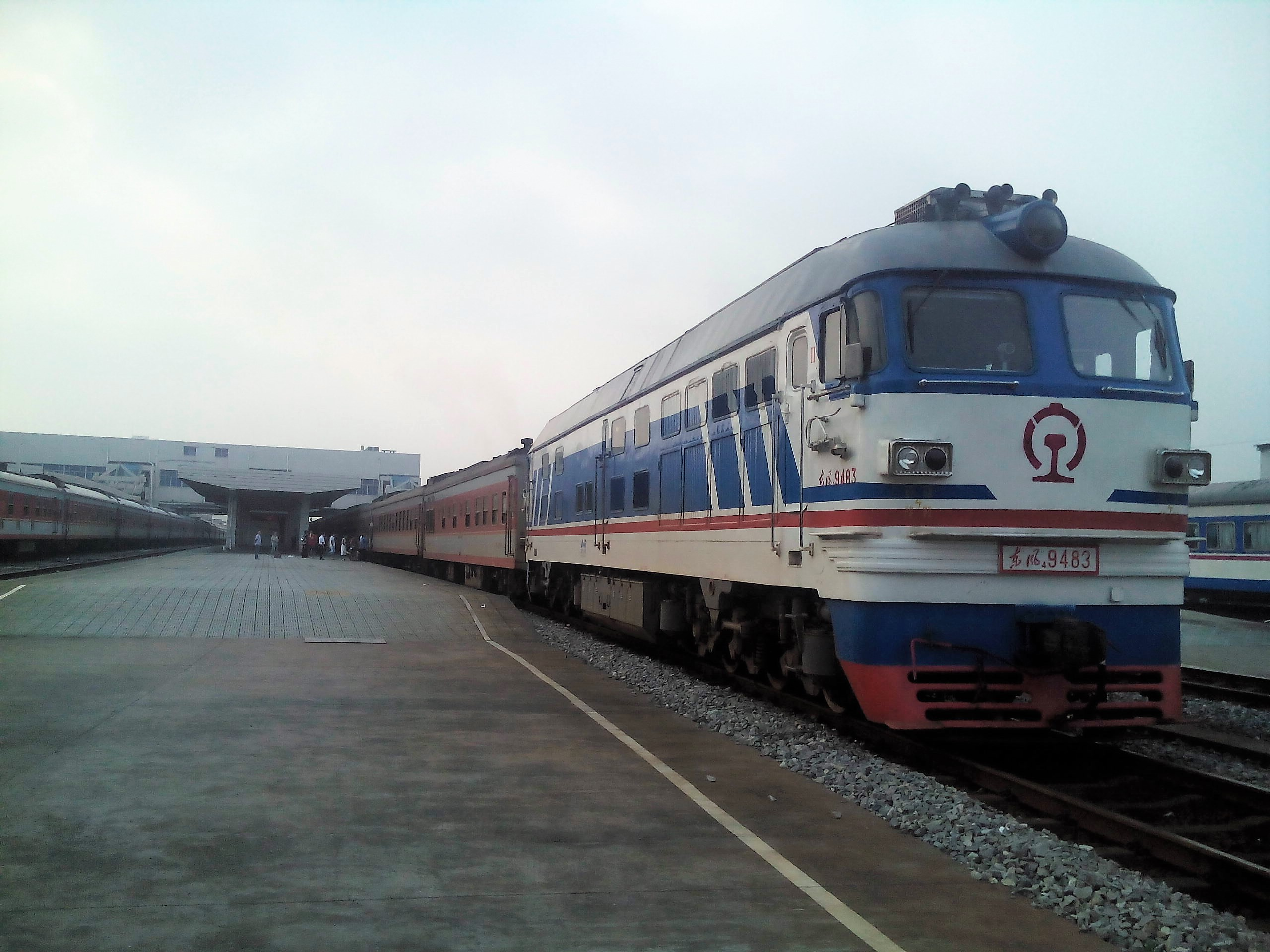
K2906次列车于站内待发

温州站目前接发14对旅客列车。
| 列车所属路局   | 车次                     | 目的地 |
| -------------- | ------------------------ | ------ |
| 上海局集团     | K8514                    | 阜陽   |
| 广州铁路集团   | K328（两局隔日交替担当） | 广州   |
| 金温公司       | K328（两局隔日交替担当） | 广州   |
| 金温公司       | K942                     | 贵阳   |
| 金温公司       | K1050                    | 青岛北 |
| 金温公司       | K1256                    | 成都西 |
| 金温公司       | K1396                    | 太原   |
| 呼和浩特铁路局 | K1276                    | 包頭   |
| 哈尔滨铁路局   | K552                     | 佳木斯 |
| 兰州铁路局     | K308                     | 兰州   |
| 沈阳铁路局     | K348                     | 沈阳北 |
| 南昌铁路局     | K1672                    | 九江   |
| 武汉铁路局     | T376                     | 襄陽   |
| 西安铁路局     | K2906                    | 西安   |
| 郑州铁路局     | K1238                    | 郑州   |